# Salto em grandes alturas no Campeonato Mundial de Esportes Aquáticos de 2015
Os eventos do salto em grandes alturas no Campeonato Mundial de Esportes Aquáticos de 2015 ocorreram entre 3 de agosto e 5 de agosto de 2015 em Cazã na Rússia. 

## Calendário
| Julho/Agosto de 2015     | 24 | 25 | 26 | 27 | 28 | 29 | 30 | 31 | 01 | 02 | 03 | 04 | 05 | 06 | 07 | 08 | 09 | T |
| ------------------------ | -- | -- | -- | -- | -- | -- | -- | -- | -- | -- | -- | -- | -- | -- | -- | -- | -- | - |
| Salto em grandes alturas |    |    |    |    |    |    |    |    |    |    | ●  | 1  | 1  |    |    |    |    | 2 |

## Cronograma
Duas provas foram disputadas.
Horário local (UTC+3).
| Data                | Hora  | Prova                    |
| ------------------- | ----- | ------------------------ |
| 3 de agosto de 2015 | 14:00 | Rodada masculina 1º a 3º |
| 4 de agosto de 2015 | 14:00 | Final feminino           |
| 5 de agosto de 2015 | 14:00 | Final masculino          |

## Medalhistas
| Event              | Ouro                 | Ouro   | Prata                | Prata  | Bronze              | Bronze |
| ------------------ | -------------------- | ------ | -------------------- | ------ | ------------------- | ------ |
| Masculino detalhes | GBR Gary Hunt        | 629.30 | MEX Jonathan Paredes | 596.95 | RUS Artem Silchenko | 593.95 |
| Feminino detalhes  | USA Rachelle Simpson | 258.70 | USACesilie Carlton   | 237.35 | BLRYana Nestsiarava | 233.10 |

## Quadro de medalhas
| Ordem | País           | Medalha de ouro | Medalha de prata | Medalha de bronze | Total |
| ----- | -------------- | --------------- | ---------------- | ----------------- | ----- |
| 1     | Estados Unidos | 1               | 1                | 0                 | 2     |
| 2     | Reino Unido    | 1               | 0                | 0                 | 1     |
| 3     | México         | 0               | 1                | 0                 | 1     |
| 4     | Bielorrússia   | 0               | 0                | 1                 | 1     |
| 4     | Rússia         | 0               | 0                | 1                 | 1     |
| Total | Total          | 2               | 2                | 2                 | 6     |